# Выползово (Тутаевский район)
Выползово — деревня в Тутаевском районе Ярославской области России.
В рамках организации местного самоуправления входит в Левобережное сельское поселение, в рамках административно-территориального устройства — в Помогаловский сельский округ.

## География
Расположена у реки Урдома, в 8 километрах к северу (по прямой) от центра города Тутаева.

## Население
| 2007 | 2010 |
| ---- | ---- |
| 286  | ↘204 |

Согласно результатам переписи 2002 года, в национальной структуре населения русские составляли 94 % от всех жителей.

### Известные жители
- Черногорова, Людмила Михайловна (1925—2006) — свинарка, Герой Социалистического Труда (1960).